# Ібрагім-паша
Ібрагі́м-паша́ (араб. إبراهيم باشا Ibrāhīm Bāshā; 1789, Кавала — 10 листопада 1848, Каїр) — єгипетський полководець і державний діяч, паша Єгипту, син Мухаммеда Алі.
Брав участь у створенні єгипетської армії і флоту та проведенні економічних реформ батька. У 1807–1812 роках був дефтердаром (головою фінансового відомства), в 1812–1816 роках губернатором Верхнього Єгипту. У 1816–1841 — командувач єгипетською армією.
Здобув популярність після перемоги над ваххабітами в Аравії (1816–1818). У 1824–1827 роках командував єгипетськими військами, що брали участь у боротьбі проти грецької національно-визвольної революції 1821–1829 роках. Стояв на чолі єгипетських військ, отримавши перемогу над турецькими арміями під час єгипетсько-турецької війни 1831–1833 рр.
З 1847 р. фактичний правитель Єгипту. З червня 1848 р. наслідний паша Єгипту.